# 和歌山県道134号小豆島岩出線
和歌山県道134号小豆島岩出線（わかやまけんどう134ごう あずしまいわでせん）は、和歌山県和歌山市から岩出市に至る一般県道である。

## 概要
和歌山市小豆島から岩出市高塚に至る。
東の端はJR西日本和歌山線 岩出駅で、西の端は小豆島の田井ノ瀬橋との交点付近で、東と西の両端以外の大部分の区間では、距離の離れた二つの道路が指定されている。岩出から順に解説する。
JR西日本和歌山線 岩出駅付近は、岩出駅の駅前通りとは別に、旧街道らしき狭路で住宅地を屈曲している。清水交点からは1.5車線になって岩出市役所の前を通り、小さな川を渡ると二つのルートに分かれる。
一つは紀の川の北岸堤防道路として整備された。堤防道路であるためガードレールがほとんどなく、居眠りやわき見などによる転落事故が年に2・3回発生している。
もう一つは、堤防道路と比べると狭く、堤防道路よりも北を、後から建設された国道24号和歌山バイパスと絡まりあうようなルートであり、多くの区間で住宅地の中を通る。畑毛交差点で斜めに国道24号和歌山バイパスに交わり、岩出市立山崎小学校のそばを通る。和歌山市山口より和歌山県道・大阪府道64号和歌山貝塚線と重複し、そのまま再び和歌山バイパスと交わり、川辺交差点付近から先はしばらく和歌山バイパスに重複している。永穂（なんご）交点で和歌山バイパスと別れて東南東に進み、堤防道路と合流する。

### 路線データ
- 起点：和歌山市小豆島（和歌山県道139号小豆島船所線起点、和歌山県道149号紀伊停車場田井ノ瀬線交点）
- 終点：岩出市高塚（JR西日本和歌山線 岩出駅前、和歌山県道131号新田広芝岩出停車場線終点）
- 実延長：12.800 km

## 歴史
- 1959年（昭和34年）5月14日 - 和歌山県が一般県道として小豆島岩出線を認定[1]。
- 2010年（平成22年）
  - 3月30日 - 和歌山県告示第406号により、和歌山市里 - 同市平岡（山口交差点から岩出市吉田に向かう道）の約930 mの県道指定が解除され和歌山市道に降格（川永94号線）[2]。
  - 6月22日 - 和歌山県告示第677号により、永穂地内（現道から永穂交差点に向かう道）の約840 mの県道指定が解除され和歌山市道に降格（山口70号線）[3]。

## 路線状況

### 重複区間
- 和歌山県道・大阪府道64号和歌山貝塚線（和歌山市楠本・川辺橋北詰交差点 - 和歌山市川辺）

### 道路施設

#### 橋梁
- 西野橋（根来川、岩出市）

## 地理

### 通過する自治体
- 和歌山市
- 岩出市

### 交差する道路
| 交差する道路                                                                                         | 市町村名 | 交差する場所 | 交差する場所            |
| --- | -------- | ------------ | ----------------------- |
| 和歌山県道139号小豆島船所線 和歌山県道149号紀伊停車場田井ノ瀬線                                      | 和歌山市 | 小豆島       | 起点                    |
| 和歌山県道・大阪府道64号和歌山貝塚線 / 旧道 重複区間起点 和歌山県道・大阪府道64号和歌山貝塚線 / 現道 | 和歌山市 | 楠本         | 川辺橋北詰交差点        |
| 和歌山県道・大阪府道64号和歌山貝塚線 / 旧道 重複区間終点                                             | 和歌山市 | 川辺         |                         |
| 和歌山県道134号小豆島岩出線 / 旧道                                                                   | 岩出市   | 西野         | 西野橋交差点            |
| 大阪府道・和歌山県道63号泉佐野岩出線                                                                 | 岩出市   | 高瀬         | 高瀬交差点              |
| 和歌山県道14号和歌山打田線                                                                           | 岩出市   | 宮           | 大宮バス停前交差点      |
| 和歌山県道131号新田広芝岩出停車場線                                                                  | 岩出市   | 高塚         | 終点                    |
| 旧道                                                                                                 |          |              |                         |
| 国道24号 / 和歌山バイパス                                                                            | 岩出市   | 畑毛         | 畑毛交差点              |
| 和歌山県道134号小豆島岩出線 / 現道                                                                   | 岩出市   | 西野         | 西野橋交差点 / 旧道終点 |

### 沿線
- 紀の川
- 岩出市役所

旧道
- 岩出市立山崎小学校
- 岩出警察署 畑毛交番